# Поцило (Рагуза)
Поцило је насеље у Италији у округу Рагуза, региону Сицилија.
Према процени из 2011. у насељу је живело 86 становника. Насеље се налази на надморској висини од 569 м.